# Florian Klein
Florian Klein (Linz, 17 november 1986) is een Oostenrijks voormalig voetballer die doorgaans speelde als rechtsback. Tussen 2003 en 2020 was hij actief voor LASK, Blau-Weiß Linz, Austria Wien, Red Bull Salzburg, VfB Stuttgart en opnieuw Austria Wien. Klein maakte in 2010 zijn debuut in het Oostenrijks voetbalelftal en kwam uiteindelijk tot vijfenveertig interlandoptredens.

## Clubcarrière
Klein begon zijn carrière in september 1994 op achtjarige leeftijd in de jeugd bij LASK. In juli 2004 werd hij naar de A-selectie gehaald na een verhuurperiode bij Blau-Weiß Linz. Tussen 2004 en 2009 speelde de verdediger meer dan honderdvijftig wedstrijden voor de club. Op 30 april 2009 ondertekende hij bij Austria Wien een tweejarige verbintenis. Deze verlengde hij nog tussentijds, voor hij in 2012 overstapte naar Red Bull Salzburg. Bij Salzburg kreeg Klein minder speeltijd dan bij Austria Wien, maar won hij wel de landstitel en het nationale bekertoernooi. Hij startte in het basiselftal bij de bekerfinale tegen St. Pölten, die met 4–2 werd gewonnen. In juli 2014 tekende Klein een contract bij VfB Stuttgart, actief in de Duitse Bundesliga. Hij maakte zijn debuut voor de club op 24 augustus 2014 in de eerste wedstrijd van het seizoen tegen Borussia Mönchengladbach (1–1). Over het hele competitieseizoen miste hij slechts 111 speelminuten, waarmee hij de meest actieve speler van Stuttgart werd, gevolgd door Christian Gentner (122 minuten gemist). Klein stond met zijn club het grootste deel van het seizoen op de achttiende en laatste plaats van de Bundesliga, tot op de laatste speeldag met 1–2 werd gewonnen van SC Paderborn. Paderborn degradeerde en Stuttgart handhaafde zich onder leiding van Huub Stevens op het hoogste competitieniveau van Duitsland. Het seizoen erop degradeerde de club alsnog en Klein ging mee naar de 2. Bundesliga. Na een jaar daar verliep zijn verbintenis en liet hij de club achter zich. In augustus 2017 tekende hij en contract voor drie jaar bij Austria Wien. Na drie jaar liep Klein uit contract en liet hij Austria achter zich. Na een halfjaar zonder club besloot Klein in februari 2021 op vierendertigjarige leeftijd een punt te zetten achter zijn actieve loopbaan.

## Interlandcarrière
Klein debuteerde op 19 mei 2010 in het Oostenrijks voetbalelftal. Op die dag werd met 0–1 verloren van Kroatië. De verdediger moest van toenmalig bondscoach Dietmar Constantini op de reservebank starten en mocht circa vijf minuten voor rust het veld betreden voor Martin Harnik. Onder bondscoach Marcel Koller is Klein een vaste waarde in het elftal van Oostenrijk; hij speelde mee in alle kwalificatiewedstrijden voor het Europees kampioenschap voetbal 2016, waarvoor Oostenrijk zich in september 2015 plaatste na een overwinning in en tegen Zweden (1–4). Oostenrijk werd uitgeschakeld in de groepsfase van het EK na nederlagen tegen Hongarije (0–2) en IJsland (1–2) en een gelijkspel tegen Portugal (0–0).
| Interlands van Florian Klein voor Oostenrijk | Interlands van Florian Klein voor Oostenrijk | Interlands van Florian Klein voor Oostenrijk | Interlands van Florian Klein voor Oostenrijk | Interlands van Florian Klein voor Oostenrijk | Interlands van Florian Klein voor Oostenrijk | Interlands van Florian Klein voor Oostenrijk |
| №                                            | Datum                                        | Wedstrijd                                    | Uitslag                                      | Competitie                                   | Goals                                        |                                              |
| Als speler bij Austria Wien                  | Als speler bij Austria Wien                  | Als speler bij Austria Wien                  | Als speler bij Austria Wien                  | Als speler bij Austria Wien                  | Als speler bij Austria Wien                  | Als speler bij Austria Wien                  |
| -------------------------------------------- | -------------------------------------------- | -------------------------------------------- | -------------------------------------------- | -------------------------------------------- | -------------------------------------------- | -------------------------------------------- |
| 1                                            | 19 mei 2010                                  | Oostenrijk – Kroatië                         | 0 – 1                                        | Vriendschappelijk                            |                                              |                                              |
| 2                                            | 11 augustus 2010                             | Oostenrijk – Zwitserland                     | 0 – 1                                        | Vriendschappelijk                            |                                              |                                              |
| 3                                            | 8 oktober 2010                               | Oostenrijk – Rusland                         | 3 – 0                                        | EK 2012 kwalificatie                         |                                              |                                              |
| 4                                            | 12 oktober 2010                              | België – Oostenrijk                          | 4 – 4                                        | EK 2012 kwalificatie                         |                                              |                                              |
| 5                                            | 17 november 2010                             | Oostenrijk – Griekenland                     | 1 – 2                                        | Vriendschappelijk                            |                                              |                                              |
| 6                                            | 9 februari 2011                              | Nederland – Oostenrijk                       | 3 – 1                                        | Vriendschappelijk                            |                                              |                                              |
| 7                                            | 3 juni 2011                                  | Oostenrijk – Duitsland                       | 1 – 2                                        | EK 2012 kwalificatie                         |                                              |                                              |
| 8                                            | 7 juni 2011                                  | Oostenrijk – Letland                         | 3 – 1                                        | Vriendschappelijk                            |                                              |                                              |
| 9                                            | 10 augustus 2011                             | Oostenrijk – Slowakije                       | 1 – 2                                        | Vriendschappelijk                            |                                              |                                              |
| 10                                           | 2 september 2011                             | Duitsland – Oostenrijk                       | 6 – 2                                        | EK 2012 kwalificatie                         |                                              |                                              |
| 11                                           | 1 juni 2012                                  | Oostenrijk – Oekraïne                        | 3 – 2                                        | Vriendschappelijk                            |                                              |                                              |
| Als speler bij Red Bull Salzburg             |                                              |                                              |                                              |                                              |                                              |                                              |
| 12                                           | 16 oktober 2012                              | Oostenrijk – Kazachstan                      | 4 – 0                                        | WK 2014 kwalificatie                         |                                              |                                              |
| 13                                           | 14 november 2012                             | Oostenrijk – Ivoorkust                       | 0 – 3                                        | Vriendschappelijk                            |                                              |                                              |
| 14                                           | 6 februari 2013                              | Wales – Oostenrijk                           | 2 – 1                                        | Vriendschappelijk                            |                                              |                                              |
| 15                                           | 6 september 2013                             | Duitsland – Oostenrijk                       | 3 – 0                                        | WK 2014 kwalificatie                         |                                              |                                              |
| 16                                           | 15 oktober 2013                              | Faeröer – Oostenrijk                         | 0 – 3                                        | WK 2014 kwalificatie                         |                                              |                                              |
| 17                                           | 19 november 2013                             | Oostenrijk – Verenigde Staten                | 1 – 0                                        | Vriendschappelijk                            |                                              |                                              |
| 18                                           | 5 maart 2014                                 | Oostenrijk – Uruguay                         | 1 – 1                                        | Vriendschappelijk                            |                                              |                                              |
| 19                                           | 30 mei 2014                                  | Oostenrijk – IJsland                         | 1 – 1                                        | Vriendschappelijk                            |                                              |                                              |
| 20                                           | 3 juni 2014                                  | Tsjechië – Oostenrijk                        | 1 – 2                                        | Vriendschappelijk                            |                                              |                                              |
| Als speler bij VfB Stuttgart                 |                                              |                                              |                                              |                                              |                                              |                                              |
| 21                                           | 8 september 2014                             | Oostenrijk – Zweden                          | 1 – 1                                        | EK 2016 kwalificatie                         |                                              |                                              |
| 22                                           | 9 oktober 2014                               | Moldavië – Oostenrijk                        | 1 – 2                                        | EK 2016 kwalificatie                         |                                              |                                              |
| 23                                           | 12 oktober 2014                              | Oostenrijk – Montenegro                      | 1 – 0                                        | EK 2016 kwalificatie                         |                                              |                                              |
| 24                                           | 15 november 2014                             | Oostenrijk – Rusland                         | 1 – 0                                        | EK 2016 kwalificatie                         |                                              |                                              |
| 25                                           | 18 november 2014                             | Oostenrijk – Brazilië                        | 1 – 2                                        | Vriendschappelijk                            |                                              |                                              |
| 26                                           | 27 maart 2015                                | Liechtenstein – Oostenrijk                   | 0 – 5                                        | EK 2016 kwalificatie                         |                                              |                                              |
| 27                                           | 31 maart 2015                                | Oostenrijk – Bosnië en Herzegovina           | 1 – 1                                        | Vriendschappelijk                            |                                              |                                              |
| 28                                           | 14 juni 2015                                 | Rusland – Oostenrijk                         | 0 – 1                                        | EK 2016 kwalificatie                         |                                              |                                              |
| 29                                           | 5 september 2015                             | Oostenrijk – Moldavië                        | 1 – 0                                        | EK 2016 kwalificatie                         |                                              |                                              |
| 30                                           | 8 september 2015                             | Zweden – Oostenrijk                          | 1 – 4                                        | EK 2016 kwalificatie                         |                                              |                                              |
| 31                                           | 9 oktober 2015                               | Montenegro – Oostenrijk                      | 2 – 3                                        | EK 2016 kwalificatie                         |                                              |                                              |
| 32                                           | 12 oktober 2015                              | Oostenrijk – Liechtenstein                   | 3 – 0                                        | EK 2016 kwalificatie                         |                                              |                                              |
| 33                                           | 17 november 2015                             | Oostenrijk – Zwitserland                     | 1 – 2                                        | Vriendschappelijk                            |                                              |                                              |
| 34                                           | 26 maart 2016                                | Oostenrijk – Albanië                         | 2 – 1                                        | Vriendschappelijk                            |                                              |                                              |
| 35                                           | 29 maart 2016                                | Oostenrijk – Turkije                         | 1 – 2                                        | Vriendschappelijk                            |                                              |                                              |
| 36                                           | 31 mei 2016                                  | Oostenrijk – Malta                           | 2 – 1                                        | Vriendschappelijk                            |                                              |                                              |
| 37                                           | 4 juni 2016                                  | Oostenrijk – Nederland                       | 0 – 2                                        | Vriendschappelijk                            |                                              |                                              |
| 38                                           | 14 juni 2016                                 | Oostenrijk – Hongarije                       | 0 – 2                                        | EK 2016                                      |                                              |                                              |
| 39                                           | 18 juni 2016                                 | Portugal – Oostenrijk                        | 0 – 0                                        | EK 2016                                      |                                              |                                              |
| 40                                           | 22 juni 2016                                 | IJsland – Oostenrijk                         | 2 – 1                                        | EK 2016                                      |                                              |                                              |
| 41                                           | 5 september 2016                             | Georgië – Oostenrijk                         | 1 – 2                                        | WK 2018 kwalificatie                         |                                              |                                              |
| 42                                           | 6 oktober 2016                               | Oostenrijk – Wales                           | 2 – 2                                        | WK 2018 kwalificatie                         |                                              |                                              |
| 43                                           | 9 oktober 2016                               | Servië – Oostenrijk                          | 3 – 2                                        | WK 2018 kwalificatie                         |                                              |                                              |
| 44                                           | 12 november 2016                             | Oostenrijk – Ierland                         | 0 – 1                                        | WK 2018 kwalificatie                         |                                              |                                              |
| 45                                           | 15 november 2016                             | Oostenrijk – Slowakije                       | 0 – 0                                        | Vriendschappelijk                            |                                              |                                              |

## Erelijst
| Competitie        |           |           |           |           |
| Competitie        | Aantal    | Jaren     |           |           |
| LASK Linz         | LASK Linz | LASK Linz | LASK Linz | LASK Linz |
| ----------------- | --------- | --------- | --------- | --------- |
| 2. Liga           | 1         | 2006/07   |           |           |
| Red Bull Salzburg |           |           |           |           |
| Bundesliga        | 1         | 2013/14   |           |           |
| ÖFB-Cup           | 1         | 2013/14   |           |           |
| VfB Stuttgart     |           |           |           |           |
| 2. Bundesliga     | 1         | 2016/17   |           |           |